# Streptomyces viridochromogenes
Espèce
Synonymes
- Actinomyces viridochromogenes
Krainsky 1914

Sous-espèces de rang inférieur
- S. viridochromogenes komabensis
- S. viridochromogenes sulfomycini

Streptomyces viridochromogenes est une bactérie à Gram positif et à taux de GC élevé appartenant à l'ordre des Actinomycetales. Elle produit notamment le bialaphos, un herbicide naturel, également synthétisé par Streptomyces hygroscopicus.